# Албрехт Алтдорфер
Албрехт Алтдорфер (Регензбург или Алтдорф, око 1480 — Регензбург, 1538) био је немачки сликар, графичар и архитекта.
Био је водећи сликар Дунавске школе. Био је један од првих сликара који је развио сликање пејзажа као независтан жанр, специјализујући се за заласке сунца и рушевине у сутону.

## Биографски подаци
Био је рођен око 1480. године као син сликара писама и илустратора књига Улриха Алтдорфера који је радио у Регензбургу између 1478. и 1491. године. О Албрехту Алтдорферу имамо мало података о његовом поводу и јако је мало података о његовом животу и не знамо где и како се образовао. Године 1505. Албрехт стиче грађанска права. У овом граду је радио као градски архитекта од 1526. све до смрти.У његове ране радове убрајају се цртежи малог формата у светло-тамном колориту који су што се тема тиче под италијанским утицајем. Из овог периода потиче и низ бакрореза. Два путовања по Дунаву у периоду од 1503. до 1505. године и 1511. године довела су га у везу са уметничким сликама такозване Дунавске школе које су пресудно утицале на његов рад. Око 1515. учествовао је у раду на Диреровој почасној капији и на молитвенику (цртежи на маргинама) цара Максимилијана I.

## Најпознатија дела
Године 1518. настао је велики олтар за задужбину светог Флоријана код Линца 1529. године.
Године 1529. настаје његово главно дело слика Александрова победа коју је наручио баварски војвода Вилхелм IV.
Алтдорфер је познат и као уметник који је насликао први пејзаж у европској уметности који је у потпуности ослобођен фигура и који се топографски може одредити (Пејзаж Дунава са дворцем Верт код Регензбурга, око 1525. године).
Неки његови бакрописи и цртежи такође садрже овакве пејзаже. Око 1535. израдио је профане зидне слике за регенсбуршку бискупију.
Последња уметничка слика која му се приписује настала је 1537. године приказује Лота са кћерима. Његов сликарски опус није много обиман и на њему је приметан изражен Диреров утицај али је он пре свега у вези са романтичним а понекад драматичним приказима пејзажа Дунавске школе. Поред Волфа Хубера сматра се за главног представника овог уметничког покрета.

## Галерија
- Олтар Св. Себастијана у Штифту за манастир Ст. Флоријана код Линца
- Олтар Св. Себастијана (Мучење Св. Себастијана)
- Разапињање на крст (Касел)
- Дунавски пејзаж са замком око 1522. године.